# Арройо-Гондо (Нью-Мексико)
Арройо-Гондо (англ. Arroyo Hondo) — переписна місцевість (CDP) в США, в окрузі Таос штату Нью-Мексико. Населення — 428 осіб (2020).

## Географія
Арройо-Гондо розташоване за координатами 36°32′5″ пн. ш. 105°40′0″ зх. д. / 36.53472° пн. ш. 105.66667° зх. д. (36.534599, -105.666602).  За даними Бюро перепису населення США в 2010 році переписна місцевість мала площу 4,27 км², уся площа — суходіл.

## Демографія
Згідно з переписом 2010 року, у переписній місцевості мешкали 474 особи в 208 домогосподарствах у складі 129 родин. Густота населення становила 111 особа/км².  Було 251 помешкання (59/км²).
Расовий склад населення:
| - 70,0 % — білих - 1,9 % — корінних американців - 0,4 % — чорних або афроамериканців - 0,2 % — вихідців з тихоокеанських островів - 0,2 % — азіатів - 19,0 % — осіб інших рас |

До двох чи більше рас належало 8,2 %. Частка іспаномовних становила 66,0 % від усіх жителів.
За віковим діапазоном населення розподілялося таким чином: 21,5 % — особи молодші 18 років, 59,3 % — особи у віці 18—64 років, 19,2 % — особи у віці 65 років та старші. Медіана віку мешканця становила 43,3 року. На 100 осіб жіночої статі у переписній місцевості припадало 95,1 чоловіків;  на 100 жінок у віці від 18 років та старших — 89,8 чоловіків також старших 18 років.
За межею бідності перебувало 6,3 % осіб, у тому числі 0,0 % дітей у віці до 18 років та 0,0 % осіб у віці 65 років та старших.
Цивільне працевлаштоване населення становило 136 осіб. Основні галузі зайнятості: мистецтво, розваги та відпочинок — 27,2 %, транспорт — 24,3 %, виробництво — 15,4 %, публічна адміністрація — 14,7 %.